# Agua Camarón
Agua Camarón är en ort i Mexiko.   Den ligger i kommunen San José Tenango och delstaten Oaxaca, i den sydöstra delen av landet, 300 km sydost om huvudstaden Mexico City. Agua Camarón ligger 1 180 meter över havet och antalet invånare är 178.
Terrängen runt Agua Camarón är bergig åt sydost, men åt nordväst är den kuperad. Runt Agua Camarón är det ganska tätbefolkat, med 185 invånare per kvadratkilometer. Närmaste större samhälle är Isla Soyaltepec, 17,5 km nordost om Agua Camarón. I omgivningarna runt Agua Camarón växer i huvudsak städsegrön lövskog.